# Webinárium

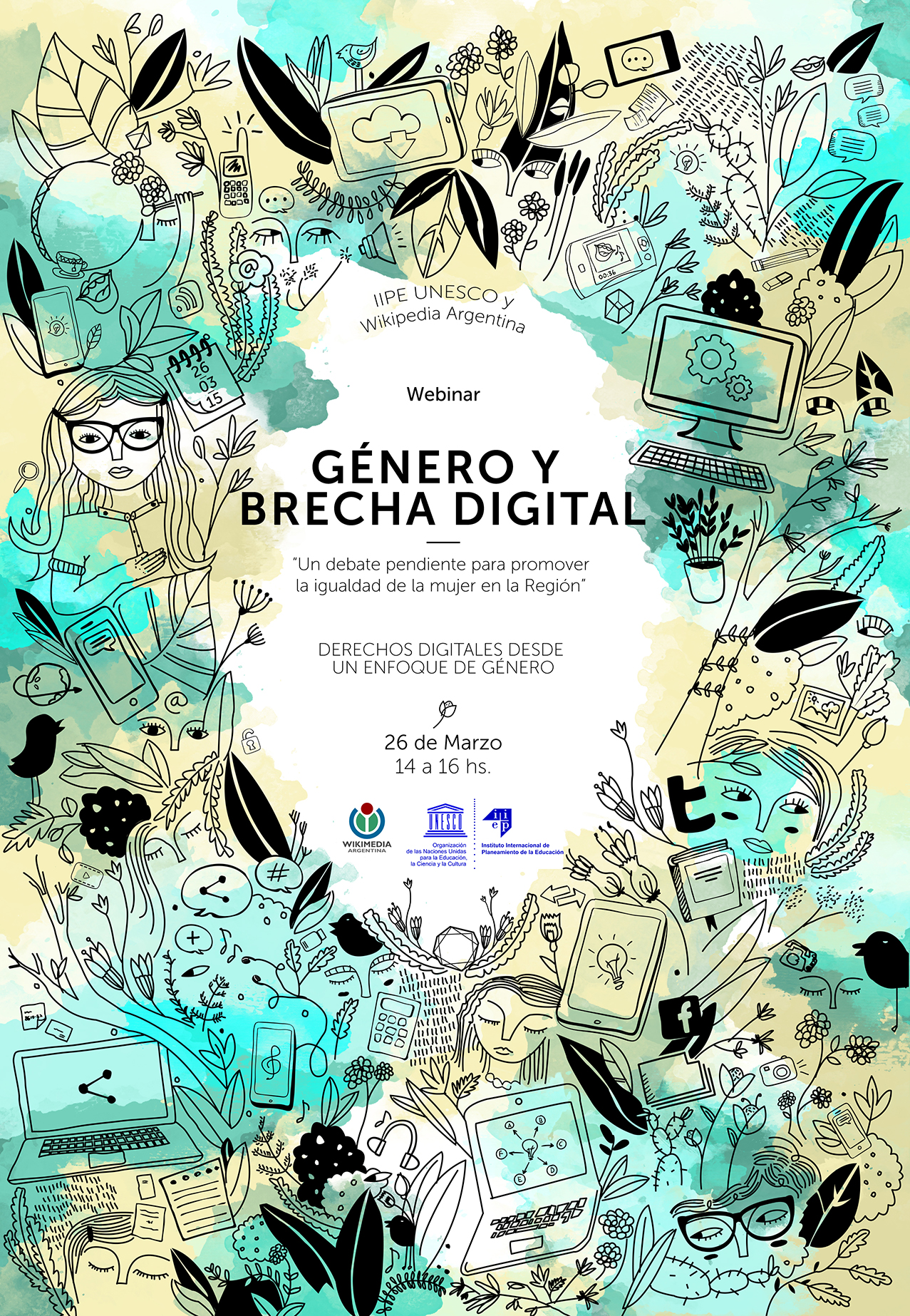
Az UNESCO és a Wikipédia argentin szervezésű webináriumának grafikája

A webinárium, más néven  webkonferencia a 2010-es évek során világszerte elterjedt online  kapcsolatfelvétel, amely során a résztvevők úgy kommunikálhatnak, hogy láthatják illetve hallhatják egymást. A részvételt szokásosan előzetes regisztrációhoz kötik - a regisztráló személyek e-mailben kapják meg a belépési linket.

## A szó eredete
A webinárium az angol web (háló) és az angol seminar ( szeminárium) szavak összerántásából származik (angolul webinar).

## Előnye
Jelentős idő- és költségmegtakarítással jár a világ szinte bármely pontján tartózkodó résztvevők számára.